# پروما
مجتمع تجاری پروما مرکز خریدی در شهر مشهد می‌باشد. این مر کز خرید با زیر بنا ۲۵٬۰۰۰ در سال ۱۳۸۳ بازگشایی شد.

## امکانات
در این مجتمع تجاری فست فود، کافی‌شاپ، شهربازی، پارکینگ، سالن بولینگ و سالن بیلیارد موجود است، و همچنین سوپر مارکتی با زیر بنای ۶۰۰۰ متر مربع متشکل از واحدهای نان، شیرینی، خشکبار، مواد پروتئینی، لبنی، میوه و… در طبقه همکف قرار دارد. همچنین در طبقات بالا انواع

## تجهیزات ساختمانی
امکانات مدرن مجتمع تجاری پروما، عبارتند از:
- سیستم‌های خنک‌کننده و گرم‌کننده مرکزی (کریر) ساخت آمریکا
- سیستم هواساز سرد و گرم نسیم معتدل ساخت ایران
- سیستم اعلام حریق C-TEC ساخت انگلستان
- سیستم پیجینگ مرکزی TOA ساخت ژاپن
- سیستم تلفن سانترال ۵۰۰ خط Panasonic ساخت ژاپن
- سیستم مدار بسته و نظارت تلویزیونی Sanyo ساخت ژاپن
- نما تماماً از شیشه سکوریت آبی رفلکس بلژیک
- پارکینگ‌های مسقف در حدود ۶۰۰ متر مربع با دارا بودن سیستم تهویه
- تایل سقف از نوع آکوستیک آرمسترانگ با ریلینگ اصلی، ساخت کناف ایران
- UPS مرکزی ساخت GE آمریکا
- SERVERها و کلیه تجهیزات شبکه Legrand, Gigabyte، 3 - Com, Linksys
- آسانسورهای پانوارمیک، ساخت ایتالیا
- پله‌های برقی (OTIS) ساخت فرانسه
- اینترنت بی‌سیم رایگان